# エオレIII
エオレIII(フランス語:Éole III)は、1897年10月14日にクレマン・アーデル（1841年2月4日 - 1926年3月5日）が製作した航空機である。アヴィオンIII(Avion III)とも呼ばれた。ライト兄弟の飛行より前の1897年の試験で300 mほどの距離を飛行したと主張したが、のちに発表された、試験に立ち会ったフランス陸軍の報告書には飛行できなかったとされている。

## 概要

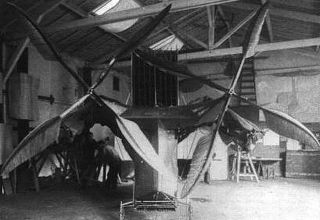
エオレIII

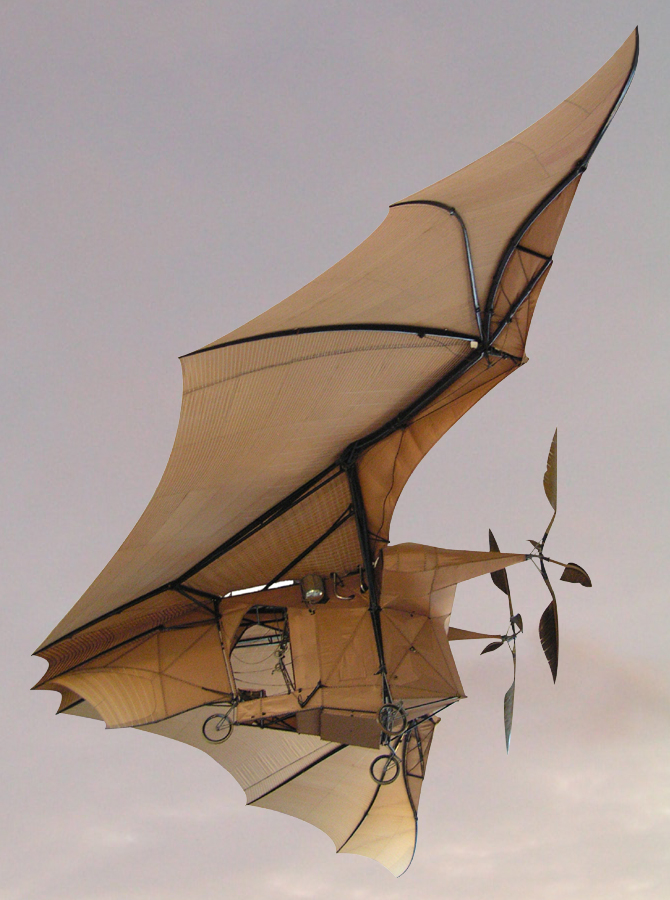
エオレIII

アーデルは1890年から、自分の設計による軽量の蒸気エンジンを使って飛行機の製作を試みていた。1890年の単発のエオレ号で50 mのジャンプをしたとされている。陸軍から資金を得てつくったエオレIII（アヴィオンIII）は2台の30馬力の蒸気機関とプロペラをもっていた。フランス語の飛行機を意味するアヴィオンという言葉がこの機体から使われるようになった。胴体上部の4角の箱は蒸気機関の復水器である。
現在は、パリの航空博物館で保存されている。